# サウンド・ストームDjango
『サウンド・ストームDjango』（サウンド・ストームジャンゴ）は、かつてTBSラジオをキーステーションにJRN系の深夜の時間帯で放送されていたラジオ番組。1982年8月3日から1983年4月2日まで放送されていた。

## 概要
15年間にわたり放送され、深夜放送ブームの一翼を担った『パックインミュージック』の後継番組。本格的ディスクジョッキーが日替わりで登場し、音楽を前面に出したFMに近いような番組のカラーとなった。「現在の日本で考えられ得る最も強力で本物」の音楽番組をテーマとして目指したという。本番組の番宣広告によると、キャッチコピーは『真夜中のディスク・トリップ』、Djangoとは「DJのango（暗号）」「ポップな音楽を愛する若者の総称」そして「新しいラジオの深夜番組」であるとしている。
大瀧詠一は、それまで土曜日深夜に放送されていた『GO! GO! NIAGARA』をこの番組の枠に移動させてまでの起用だった。その他、月曜日には「某有名男性DJが“覆面”で登場」と決定していた一報もあり、木曜日は最初「ディック・クラーク・ショー」と伝えられていたが、結局月曜出演は小林克也、木曜はウルフマン・ジャックの『USベストテン』と決まった。他、パーソナリティ候補に山下久美子も挙がっていたが、コンサートスケジュールで埋まっていた事情もあって実現しなかった。
しかし、以下のように『オールナイトニッポン』（ニッポン放送）、『ミスDJリクエストパレード』（文化放送）の各裏番組に聴取率、シェアの各面で圧され、わずか8か月で終了した。
| 番組名                                 | 月曜日                            | 火曜日                            | 水曜日                            | 木曜日                                            | 金曜日                                       |
| -------------------------------------- | --------------------------------- | --------------------------------- | --------------------------------- | ------------------------------------------------- | -------------------------------------------- |
| サウンド・ストームDjango （TBSラジオ） | 聴：0.1% シ：3.2% （小林克也）    | 聴：0.2% シ：7.7% （大瀧詠一）    | 聴：0.3% シ：12.0% （スペシャル） | 聴：0.1% シ：3.4% （ウルフマン・ジャック 八木誠） | 聴：0.5% シ：20.0% （アン・ルイス 小島一慶） |
| オールナイトニッポン （ニッポン放送）  | 聴：2.1% シ：67.7% （中島みゆき） | 聴：0.9% シ：34.6% （坂崎幸之助） | 聴：1.1% シ：44.0% （タモリ）     | 聴：2.2% シ：75.9% （ビートたけし）               | 聴：0.9% シ：36.0% （ラジオっ娘）            |
| ミスDJリクエストパレード （文化放送）  | 聴：0.9% シ：29.6% （加藤エミ）   | 聴：1.5% シ：57.7% （川島なお美） | 聴：1.1% シ：44.0% （宮坂久美子） | 聴：0.6% シ：20.7% （大西良子）                   | 聴：1.1% シ：44.0% （千倉真理）              |

（出典：月刊ラジオマガジン 1982年12月号 p.20 - 21記事。聴取率調査は1982年9月4日 - 同年9月10日調査によるもの。聴＝聴取率、シ＝シェア）

## 放送時間
- 毎週月曜日－金曜日 25:00 - 27:00

## パーソナリティ
- 月曜日 － 小林克也 「ポップランド最前線」
- 火曜日 － 大瀧詠一 「GO!GO! NIAGARA」
- 水曜日 － スペシャルパーソナリティ
- 木曜日 － ウルフマン・ジャック、八木誠 「USベスト10」
- 金曜日 － アン・ルイス、小島一慶 「ウィークエンド電リク」

### 水曜日パーソナリティリスト

#### 1982年
- 8月4日 － 佐野元春、山下久美子 「サムシンスペシャル」
- 8月11日 － サザンオールスターズ 「夜更かしサザンナイト」
- 8月18日 － 鈴木慶一、細野晴臣 「ほとんど病気の仲間たち」
- 8月25日 － 矢沢永吉、田家秀樹 「矢沢永吉グレイテスト」
- 9月1日 － 小柴大造、J-WALK 「熱狂の赤坂ライブ」
- 9月8日 － 松田聖子、梨元勝ほか 「ディスクマッチ・山口百恵VS松田聖子」
- 9月15日 － 横浜銀蝿、嶋大輔、紅麗威甦ほか 「銀蝿一家勢揃い」
- 9月22日 － シャネルズ 「今夜はドゥワップ」
- 9月29日 － EPO、白井貴子、尾崎亜美 「熱狂の赤坂ライブ」
- 10月6日 － 南佳孝、日野皓正ほか 「南佳孝ミュージック・アベニュー」
- 10月13日 － 須藤薫、河合夕子、遠藤京子 「ギャル・コン'82」
- 10月20日 － 「廃盤アワー・今よみがえるあの懐かしきアイドル」
- 10月27日 － THE MODS、ハートビーツ 「熱狂の赤坂ライブ」
- 11月3日 － 泰葉 「直撃レポ・どこまでやるの学園祭」
- 11月10日 － 来生たかお、来生えつこ 「来生たかおサウンドノスタルジー」
- 11月17日 － チャゲ&飛鳥、長谷川法世
- 11月24日 － 山下久美子、泰葉 「熱狂の赤坂ライブ」
- 12月1日 － 梨元勝 「ラジオ版フォーカス・元アイドルたちの告白」
- 12月8日 － 尾崎亜美、髙橋真梨子、渡辺真知子
- 12月15日 － 前川清、坂本龍一、糸井重里、吉見佑子
- 12月22日 － ブレッド&バター、村田和人、林美雄
- 12月29日 － 松任谷由実、山本達彦 「決定!赤坂ライブ大賞」

#### 1983年
- 1月5日 － 山本コウタロー 「タイムトラベル20年・ニューミュージック大全集」
- 1月12日 － チョー・ヨンピル、堀内孝雄 「プレイ・ザット韓国ミュージック」
- 1月19日 － 井上陽水、筑紫哲也 「明日に向かって歌う、語る」
- 1月26日 － 稲垣潤一、AB'S 「熱狂の赤坂ライブ」
- 2月2日 － つのだ☆ひろ、和田アキ子 「つのひろ・アッコの1本勝負120分」
- 2月9日 － 稲川淳二ほか 「ロリコンさん、いらっしゃい」[注釈 3]
- 2月16日 － 竹下景子、井上鑑 「イメージ対談、音楽・夢・人生観」
- 2月23日 － 桑名将大（正博）、ピンククラウド 「熱狂の赤坂ライブ」
- 3月2日 － 松任谷由実 「ユーミン百万弗ナイト」
- 3月9日 － 河島英五、山崎ハコ 「スタジオライブ・出逢いはいつも」
- 3月16日 － 「匿名DJ・過激大好き!」
- 3月23日 － 太田裕美、鈴木雅之 「2人のグラジュエイション・デイ」
- 3月30日 － 山下久美子、中原めいこ、近田春夫ほか 「熱狂の赤坂ライブ」

## ネット局
いずれも毎週月曜日 - 金曜日 25:00 - 27:00の放送。
- 山陽放送
- RKB毎日放送
- 琉球放送